# Лососковиці
Лососковиці (пол. Łososkowice) — село в Польщі, у гміні Коцмижув-Любожиця Краківського повіту Малопольського воєводства.
Населення — 193 особи (2011).
У 1975-1998 роках село належало до Краківського воєводства.

## Демографія
Демографічна структура станом на 31 березня 2011 року:
|          | Загалом | Допрацездатний вік | Працездатний вік | Постпрацездатний вік |
| -------- | ------- | ------------------ | ---------------- | -------------------- |
| Чоловіки | 89      | 16                 | 63               | 10                   |
| Жінки    | 104     | 23                 | 60               | 21                   |
| Разом    | 193     | 39                 | 123              | 31                   |